# Rue des Archives (Lille)
Pour les articles homonymes, voir Rue des Archives.
La rue des Archives est une rue de Lille, dans le Nord, en France. Il s'agit de l'une des plus vieilles rues du quartier du Vieux-Lille.

## Situation et accès
La rue des Archives est une rue qui relie la rue du Pont-Neuf à la rue de la Halle. La rue figure parmi les îlots regroupés pour l'information statistique (IRIS N° 0205 - VIEUX LILLE 5) de Lille, tels que l'Insee les a établis en 1999.

## Origine du nom
Elle porte ce nom car l'hôtel des archives de Lille y était installé.

## Bâtiments remarquables et lieux de mémoire

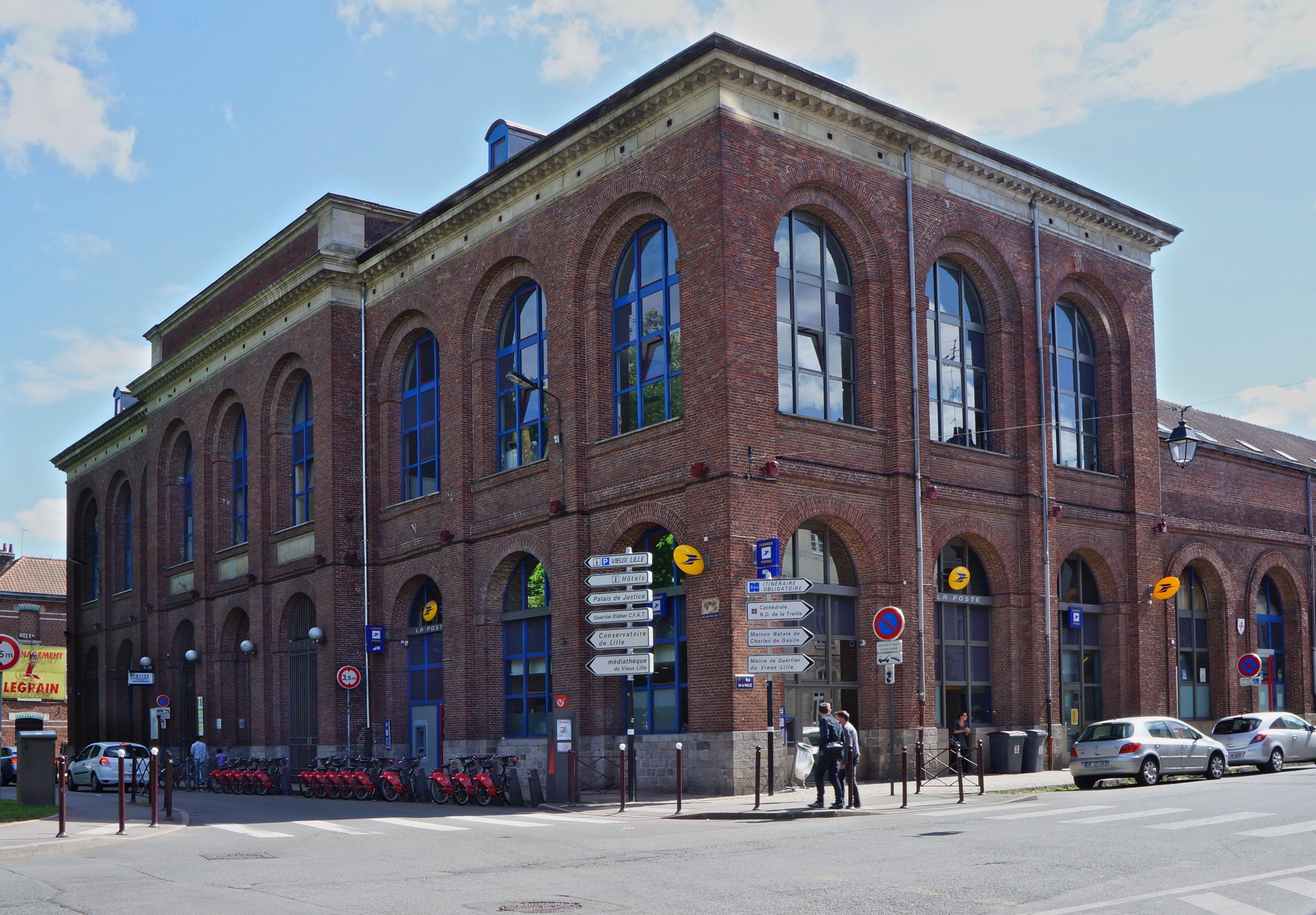
La Halle au sucre, au croisement de la rue des Archives et de la rue de la Halle

- La «Halle aux sucres», érigée en 1848 par Charles Benvignat, elle se situait face au quai de la basse Deûle à Lille, pour abriter une halle au blé, un entrepôt des sucres indigènes et une halle aux étoffes[2].